# Lamar (Karolina Południowa)
Lamar – miasto w Stanach Zjednoczonych, w stanie Karolina Południowa, w hrabstwie Darlington.